# Samuel Liljeblad
Samuel Liljeblad (ur. 20 grudnia 1761 w Mösjöholt, zm. 1 kwietnia 1815 w Uppsali) – szwedzki botanik i mykolog.

## Życiorys
Od 1782 do 1789 r. studiował na Uniwersytecie w Uppsali uzyskując tytuł magistra. W 1788 r. odbył wyprawę kolekcjonerską do Laponii, z której zachował się dziennik. Następnie był asystentem na katedrze historii naturalnej w Uppsali. W 1793 roku uzyskał doktorat z medycyny. W 1796 został adiunktem oraz kuratorem biblioteki i zielnika Królewskiej Akademii Nauk w Uppsali. W 1802 na Uniwersytecie w Uppsali uzyskał tytuł profesora. W 1809 roku poślubił Johannę Christinę Ekfors. W 1810 r. został rektorem uczelni.
Jako student medycyny w Uppsali wykonał wiele botanicznych wycieczek, na podstawie których opublikował w języku szwedzkim katalog roślin swojej ojczyzny z opisami i objaśnieniami terminów. Praca ta ukazała się drukiem w 1792 roku i została dobrze przyjęta. Było to rozszerzone szwedzkie wydanie Flora Suecica autorstwa Karola Linneusza, ale w przeciwieństwie do pracy Linneusza było również dostępne dla czytelników nie znających łaciny. Wyszło wiele jego wydań.
Przy nazwach naukowych utworzonych przez niego taksonów dodawany jest skrót jego nazwiska Lilj.